# بارون قرمز (فیلم ۲۰۰۸)
بارون قرمز (انگلیسی: The Red Baron) فیلمی در ژانر اکشن، زندگینامه‌ای، جنگی، و رمانتیک است که در سال ۲۰۰۸ منتشر شد. از بازیگران آن می‌توان به جوزف فینز، تیل شوایگر، ماتیاس شوایگهوفر و لینا هیدی اشاره کرد.